# دييغو سوزا

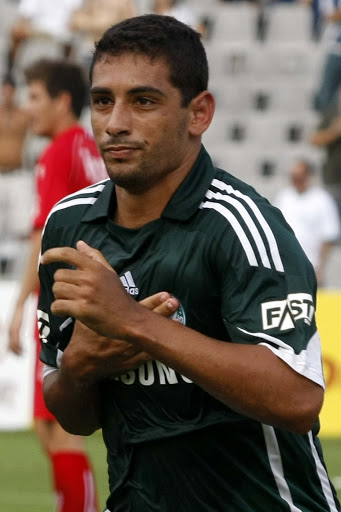

دييغو دي سوزا اندرادي (بالبرتغالية: Diego Souza‏) هو لاعب كرة قدم برازيلي الجنسية ويلعب كلاعب وسط وسبق أن مثل البرازيل في مباراة ودية أمام فنزويلا, وانتقل حديثا لنادي الاتحاد السعودي من فاسكو دي غاما.

## روابط خارجية
- دييغو سوزا على موقع الاتحاد الدولي (مؤرشف)  (الإنجليزية)
- دييغو سوزا على موقع الاتحاد الأوربي (الإنجليزية)
- دييغو سوزا على موقع اتحاد أوكرانيا (الإنجليزية)
- دييغو سوزا على موقع قاعدة بيانات كرة القدم.إي يو (الإنجليزية)
- دييغو سوزا على موقع ناشيونال فوتبول تيمز (الإنجليزية)
- دييغو سوزا على موقع Soccerway.com (الإنجليزية)